# Pasirsari (Cikarang Selatan)
Pasirsari is een bestuurslaag in het regentschap Bekasi van de provincie West-Java, Indonesië. Pasirsari telt 29.657 inwoners (volkstelling 2010).